# Neo4j
Neo4j  es un software libre de Base de datos orientada a grafos, implementado en Java. Los desarrolladores describen a Neo4j como un motor de persistencia embebido, basado en disco, implementado en Java, completamente transaccional, que almacena datos estructurados en grafos en lugar de en tablas ("embedded, disk-based, fully transactional Java persistence engine that stores data structured in graphs rather than in tables"). La versión 1.0 de Neo4j fue lanzada en febrero de 2010. La base de datos está licenciada en un modelo dual, tanto bajo Affero General Public License (AGPL) v3 como bajo licencia comercial.
Neo4j fue desarrollado por Neo Technology, una startup sueca con base en Malmö y San Francisco Bay Area en Estados Unidos. El Consejo de administración de Neo Technology consta de: Magnus Christerson (Vicepresidente de Intentional Software Corp.), Nikolaj Nyholm (CEO de Rosa polar), Sami Ahvenniemi (socio de Conor Venture Partners) y Johan Svensson (CTO de Neo Technology).